# Dassault Mirage IV
Dassault Mirage IV byl francouzský proudový nadzvukový strategický bombardér a průzkumný letoun vyvinutý firmou Dassault Aviation. Do služby u francouzského letectva letoun nastoupil v říjnu 1964. Po mnoho let byl životně důležitou součástí jaderné triády francouzské úderné síly vzájemně zaručeného zničení zvané Force de Frappe. Z této role byla Mirage IV vyřazena v roce 1996 a nakonec byly všechny z nich vyřazeny v roce 2005.
Během šedesátých let se objevily plány pro vývoz Mirage IV. V jednom z návrhů by společnost Dassault vstoupila do partnerství s British Aircraft Corporation, aby společně vyráběly variantu Mirage IV pro Royal Air Force a potenciálně i pro jiné zákazníky, avšak tento projekt se neuskutečnil. Letouny tak sloužily pouze ve francouzském letectvu.

## Vývoj

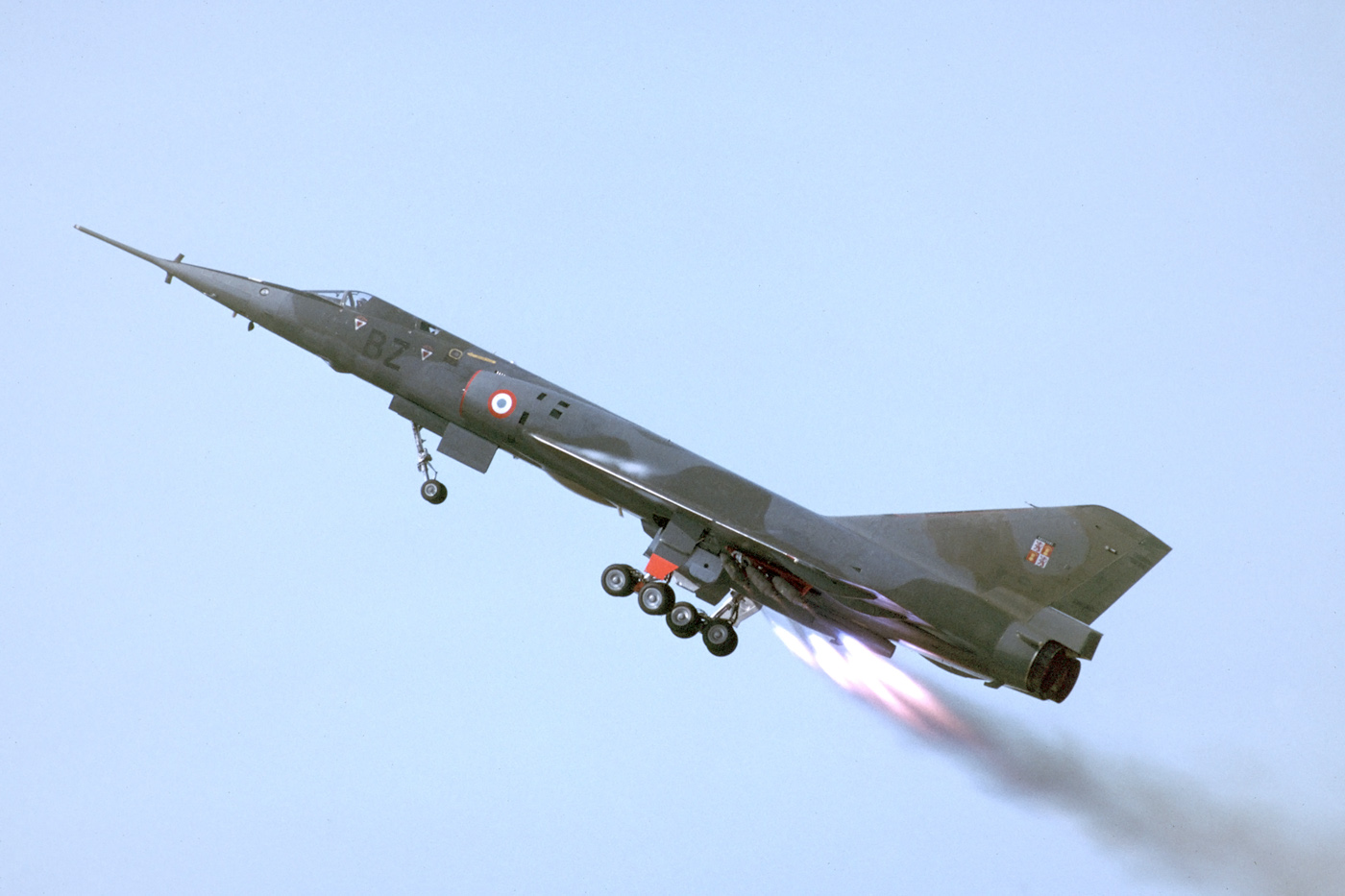
Dassault Mirage IVP startující s 12 ks JATO v roce 1997.

Suezská krize, která v říjnu 1956 přerostla do ozbrojeného konfliktu, později vedla Francii k tomu, aby si vytvořila "strategickou intervenční jednotku" vybavenou jadernými zbraněmi. Tento projekt počítal v první řadě s vývojem vhodného letadla, ke kterému měla později přibýt balistická střela. V té době už měla Francie nadzvukovou stíhačku Dassault Mirage III, která však dokázala dosáhnout rychlosti 2 Machy jen na několik minut. Proto bylo nutné při požadavcích na nové letadlo zohlednit nejen parametry velikosti a hmotnosti, ale i požadavky na odolnost konstrukce, která bude schopná snést vysoké tření a zahřívání. Specifikace nového bombardéru byly definovány státními orgány společně se zaměstnanci společnosti Dassault a 20. března 1957 byly definitivně schváleny.
Prvním prototypem byla Mirage IV 01, která byla určena k identifikaci problémů spojených s trvalým nadzvukovým letem. Její výroba zabrala 18 měsíců a bránu továrny opustila na konci roku 1958. Celkovým vzhledem byla Mirage IV 01 velmi podobná svému předchůdci Mirage III A, přesto interně nesla třikrát více paliva. Její pohon zajišťovaly proudové motory Snecma Atar 9B, které byly odzkoušeny na letounu Mirage III A ještě v květnu 1958.
Souběžně s konstrukcí strategického bombardéru probíhal i vývoj letadla elektronického zpravodajství a elektronického boje. Toto letadlo mělo v případě náletu připravit cestu pro bombardéry a mělo být také postaveno na bázi Mirage IV.
Prototyp Mirage IV poprvé vzlétl 17. června 1959 a tento let trval 40 minut. 19. září 1960 prolomila Mirage IV 01 světový rychlostní rekord na 1 000 km okruhu, když dosáhla rychlosti 1 822 km/h. O pár dní později během 138. letu byla na 500 km okruhu dosažená rychlost 1 972 km/h, létající mezi 2,08 a 2,14 Machu.
V říjnu 1959 byly schváleny nové požadavky na letadlo nazvané Mirage IV A, které mělo být poháněny motory Snecma Atar 9 D: vzletová hmotnost 32 tun, minimální dolet 1 100 km (z toho jedna polovina při nadzvukové rychlosti), přičemž letadlo mělo být schopné prodloužit svůj dolet doplněním paliva během letu.
29. května 1962 byla podepsána objednávka na 50 letadel a 4. listopadu téhož roku na dalších 12 letadel, které měly mít stejné charakteristiky, ale měly být schopny nést průzkumný kontejner. První sériově vyrobené letadlo bylo francouzskému letectvu dodáno v únoru 1964. Do října téhož roku byla oficiálně zavedena do služby první bombardovací letka na letecké základně Mont-de-Marsan. Francouzské letectvo získávalo dvě každá letadla Mirage IV a dodávky těchto strategických bombardérů probíhaly až do března 1968.
Když vstoupila v roce 1964  Mirage IV A do služby, byla prvním evropským vojenským letadlem, které dokázalo letět udržitelnou rychlostí 2 Machy. Francie se tímto stala skutečnou jadernou velmocí. Tyto strategické bombardéry provozovalo francouzské letectvo až do roku 1996 a v roce 2005 byly vyřazeny i letouny v průzkumném provedení.

## Konstrukce

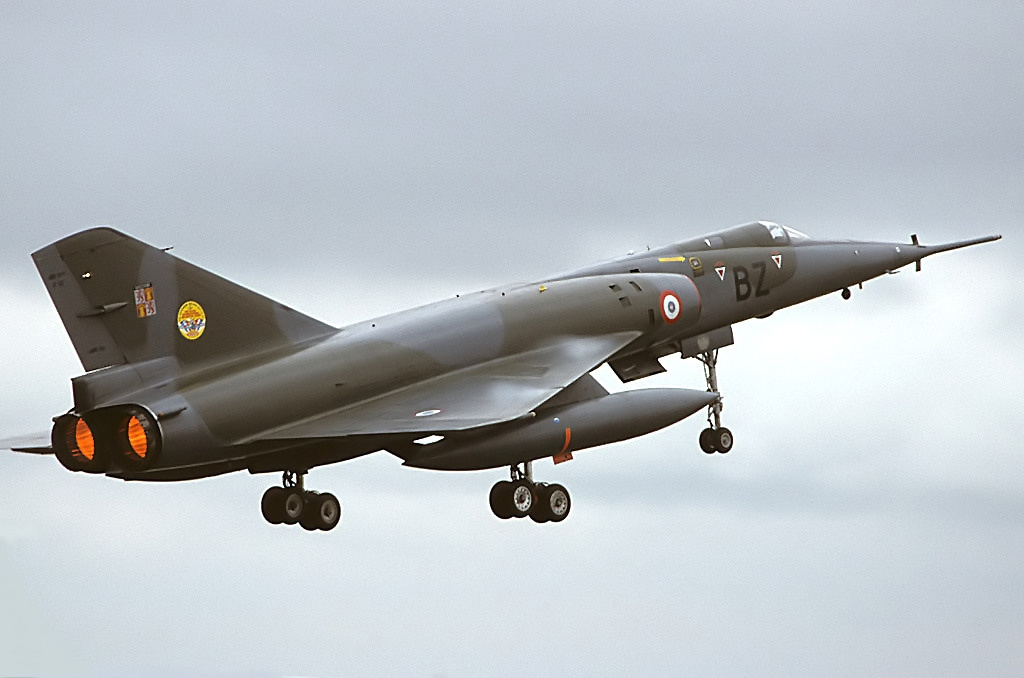
Mirage IV na Royal International Air Tattoo, 2000

Mirage IV svým vzhledem nápadně připomíná Mirage III, od svého předchůdce se však lišila asi o 50% delším trupem a dvojnásobnou hmotností. Dalším rozdílem byla dvojice motorů s maximálním výkonem 70,61 kN (namísto jednoho s výkonem 60,8 kN). V přívodech vzduchu do motorů se nacházely pohyblivé polokužely, jejichž poloha se měnila v závislosti na různých podmínkách proudění vzduchu.
Mirage IV bylo celokovové letadlo vyrobené většinou ze slitin hliníku. Byl to dolnoplošník s rozpětím křídel 11,85 m. Delta křídla měla šípovitost 60°, což byla stejná hodnota jako u Mirage III. V křídlech a uprostřed trupu se nacházely integrální palivové nádrže.
Jelikož letadla s delta křídlem potřebují delší vzletovou dráhu, Mirage IV byla vybavena pomocnými raketovými motory (čtyři kusy; připojené v zadní části každého z křídel). Kvůli delta křídlu Mirage IV přistávala při vyšší rychlosti, proto byla vybavena brzdícím padákem.
Kabina posádky měla tandemové uspořádání. Pilot z ní měl velmi slabý výhled dozadu a navigátor měl po obou stranách jen malá okénka, i když měl k dispozici ještě periskop, který mu umožňoval pohled dolů. Oba členové posádky seděli na vystřelovacích sedadlech značky Martin Baker Mark 4, které umožňovaly katapultaci i v nulové nadmořské výšce, ale aby se správně otevřel padák, vyžadovala se alespoň minimální dopředná rychlost.

## Služba

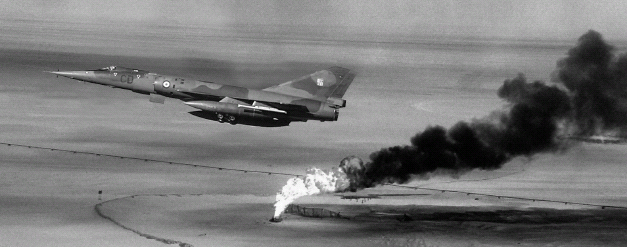
Mirage IV během války v Zálivu

Dodávky Mirage IV francouzskému letectvu začaly v únoru 1964, přičemž první francouzská peruť Mirage IV byla 1. října téhož roku prohlášena za operační. Síly bombardérů Mirage IV se brzy skládaly z devíti perutí po čtyřech letounech (2 páry – jeden letoun nesoucí jadernou pumu, jeden tanker pro tankování ostatních). Po úplném vybudování se síla skládala ze tří křídel. Každé z těchto křídel bylo rozdělena do tří bombardovacích perutí, z nichž každá byla vybavena celkem čtyřmi Miragemi IV, přičemž každá byla rozmístěna na jiné základně, aby se minimalizovala možnost nepřátelského úderu, který by vyřadil celou bombardovací sílu.
Po zřízení vlastních odstrašujících sil, Force de Dissuassion, běžněji známé jako Force de frappe, Francie v roce 1966 vystoupila z vojenské velitelské struktury NATO. De Gaulle považoval operační zřízení flotily Mirage IV, kritickou součást nezávislé Force de frappe, za velmi vlivné na své rozhodnutí stáhnout Francii z NATO a že nezávislý francouzský jaderný odstrašující prostředek byl nezbytný k zajištění nezávislosti jako národa. Od roku 1964 do roku 1971 byla Mirage IV jediným francouzským prostředkem schopným přepravit jaderný arzenál. V tomto okamžiku byla každá vyzbrojena jedinou jadernou bombou o síle 60 kilotun.
Z bombardovacích sil byly Mirage IVP formálně vyřazeny 31. července 1996 a jaderná mise byla převedena na novější Dassault Mirage 2000N. EB 2/91 byla rozpuštěna a EB 1/91 byla přeznačena na ERS 1/91 (Escadron de Reconnaissance Stratégique) s použitím pěti zbývajících Mirage IVP se základnou v Mont-de-Marsan; zbývající letadla byla uložena v Chateaudunu. V průzkumných rolích se Mirage IVP zúčastnila služby nad Bosnou, Irákem, Kosovem a Afghánistánem.
Dochované IVP Mirage ES 1/91 Gascogne byly vyřazeny v roce 2005 a jsou zakonzervovány a uloženy v Centre d'Instruction Forces Aériennes Stratégiques (CIFAS) v Bordeaux Mérignac. Vyřazení všech Mirage IVP konfigurovaných pro průzkum v roce 2005 znamenalo, že Mirage F1CR francouzského letectva byly po určitou dobu jediným letounem schopným provádět vzdušný průzkum. Dlouhodobou náhradou za Mirage IVP byl letoun Mirage 2000N vybavený moderním PRNG Pod de Reconnaissance Nouvelle Génération s digitálním fotoaparátem.
U svých posádek byly Mirage IV oblíbené. Navíc vyžadovaly překvapivě malou údržbu vzhledem ke svému stáří a složitosti.

## Specifikace (Mirage IVA)

### Technické údaje
- Osádka: 2 (pilot a navigátor)
- Délka: 23,49 m
- Rozpětí: 11,85 m
- Výška: 5,4 m
- Nosná plocha: 78 m²
- Hmotnost (prázdný): 14 500 kg
- Hmotnost (naložen): 31 600 kg
- Maximální vzletová hmotnost: 33 475 kg
- Pohonná jednotka: 2× proudový motor SNECMA Atar 9K-50[5] o tahu 49,03 kN a 70,61 kN s přídavným spalováním každý

### Výkony
- Maximální rychlost: Mach 2,2 (2 340 km/h) ve výšce 13 125 m
- Bojový rádius: 1 240 km
- Přeletový dolet: 4 000 km
- Dostup: 20 000 m
- Stoupavost: 237 m/s

### Výzbroj
- Pumy:
  - 1× AN-11 volně padající jaderná puma nebo
  - 1× AN-22 volně padající jaderná puma nebo
  - 1× jaderná střela Air-Sol Moyenne Portée (Mirage IVP)
  - 16× 454 kg volně padající pumy